# Styela similis
Styela similis är en sjöpungsart som beskrevs av Monniot 1970. Styela similis ingår i släktet Styela och familjen Styelidae. Inga underarter finns listade i Catalogue of Life.